# یک ماجراجویی کاملاً بزرگ
یک ماجراجویی کاملاً بزرگ (به انگلیسی: An Awfully Big Adventure) فیلمی محصول سال ۱۹۹۵ و به کارگردانی مایک نیوول است. در این فیلم بازیگرانی همچون آلن ریکمن، هیو گرانت، جورجینا کاتس، الون آرمسترانگ، پیتر فرث، ریتا تاشینگهم، پرونلا اسکیلز و جیمز فرین ایفای نقش کرده‌اند.